# Awater Poëzieprijs
De Awater Poëzieprijs is een door het Nederlandse poëzietijdschrift Awater toegekende jaarlijkse Nederlandse poëzieprijs die sinds 2008 wordt uitgereikt.  De prijs komt tot stand door middel van het bevragen van ‘beroepslezers’ (poëziecritici, -docenten en -bloemlezers). Hen wordt gevraagd een Top 3 in te leveren van nieuwe Nederlandse dichtbundels die het jaar ervoor zijn uitgebracht. De prijs bestaat uit een geldbedrag van vijfhonderd euro en wordt uitgereikt aan het einde van de poëzieweek.

## Winnaars
- 2024: Sasja Janssen met de bundel Mijn vader zegt entropie mijn moeder logica[1]
- 2023: Idwer de la Parra met de bundel Vlerk
- 2022: Mustafa Stitou met de bundel Waar is het lam?
- 2021: Sasja Janssen met de bundel Virgula[2]
- 2020: Peter Verhelst met de bundel Zon
- 2019: Mischa Andriessen met de bundel Winterlaken
- 2018: Radna Fabias met de bundel Habitus [3]
- 2017: Marije Langelaar met de bundel Vonkt[4]
- 2016: Eva Gerlach met de bundel Ontsnappingen! [5]
- 2015: Ilja Leonard Pfeijffer met de bundel Idyllen[6]
- 2014: Alfred Schaffer met de bundel Mens dier ding[7]
- 2013: Mustafa Stitou met de bundel Tempel
- 2012: Menno Wigman met de bundel Mijn naam is Legioen
- 2011: Anne Vegter met de bundel Eiland berg gletsjer
- 2010: K. Michel met de bundel Bij eb is je eiland groter
- 2009: Arjen Duinker met de bundel Buurtkinderen
- 2008: Tonnus Oosterhoff met de bundel Ware grootte